# Lee Chung-ah
Lee Chung-ah (Hangul: 이청아, Hanja: 李清娥, Hán-Việt: Lý Thanh Nga, sinh ngày 29 tháng 10 năm 1984) là một nữ diễn viên người Hàn Quốc trực thuộc công ty giải trí KINGS Entertainment. Cô được biết đến với vai chính trong các bộ phim Sự quyến rũ của bầy sói (2004) và Cô bạn gia sư (2007), cũng như các bộ phim truyền hình Tiệm mì mỹ nam (2011) và Vị khách VIP (2019).

## Sự nghiệp
Lee Chung-ah bắt đầu sự nghiệp diễn xuất của mình bằng vai phụ trong các bộ phim như Resurrection of the Little Match Girl (2002) và Happy Ero Christmas (2003). Năm 2004, cô có cho mình vai chính đầu tiên trong bộ phim Sự quyến rũ của bầy sói (2004), được chuyển thể từ tiểu thuyết mạng của Guiyeoni. Lee Chung-ah đóng vai một cô gái quê chuyển đến thành phố và thu hút sự chú ý của hai chàng trai nổi tiếng nhất thị trấn, do Jo Han-sun và Kang Dong-won thủ vai. Bộ phim đã đưa hai diễn viên trở thành những ngôi sao đột phá, nhưng không phải Lee Chung-ah.
Cô được chọn làm nữ diễn viên chính trong bộ phim truyền hình đầu tiên Let's Go to the Beach (2005), nơi cô và Lee Wan đóng vai những nhân viên cứu hộ hay cãi nhau, nhưng lại tìm thấy tình yêu nơi nhau. Năm 2006, Lee Chung-ah đóng vai chính trong bộ phim gia đình Going Together và bộ phim omnibus Ssunday Seoul.
Lee Chung-ah sau đó đóng vai chính trong Cô bạn gia sư 2 (2007), phần tiếp theo của bộ phim ăn khách cùng tên năm 2003. Cô ấy đã học Nihongo cho vai diễn một sinh viên trao đổi Nhật Bản đến Hàn Quốc để tìm kiếm tình yêu đầu tiên của mình, sau đó gặp một sinh viên đại học may mắn hạnh phúc (Park Ki-woong), người trở thành gia sư dạy tiếng Hàn của cô ấy. Một năm sau, cô được chọn tham gia bộ phim viễn tây The Good, the Bad, the Weird (2008) của Kim Jee-woon trong một vai nhỏ là chị nuôi của nhân vật Jung Woo Sung. Lee Chung-ah nói rằng cô ấy đã tập cưỡi ngựa cho bộ phim này nhưng những cảnh đó đã bị xóa trong quá trình hậu kỳ. Sau đó, cô đã thể hiện kỹ năng cưỡi ngựa của mình trong Chosun Police Season 2, một bộ phim lấy bối cảnh dưới thời trị vì của Hoàng đế Gojong, trong phim cô đóng vai một damo có quá khứ đen tối.
Trên sóng truyền hình, Lee Chung-ah tiếp tục xuất hiện với các vai phụ trong năm 2009 cùng bộ phim hài lãng mạn The Accidental Couple và bộ phim gia đình Jolly Widows. Tiếp theo là bộ phim truyền hình phát sóng hằng ngày Pure Pumpkin Flower năm 2010, cô vào vai một cô gái có trái tim thuần khiết, không bao giờ mất hy vọng ngay cả trong hoàn cảnh khó khăn.
Năm 2011, cô đóng vai chính trong loạt phim hài lãng mạn Tiệm mì mỹ nam của đài cáp. Lee đóng vai một nữ sinh đại học chuẩn bị cho kỳ thi lấy chứng chỉ giáo viên, người bất ngờ thừa kế nhà hàng ramen của cha cô; cô vướng vào mối tình tay ba với hai nhân viên của mình, người thừa kế kiêu ngạo của tập đoàn thực phẩm lớn nhất Hàn Quốc (Jung Il-woo) và một đầu bếp thiên tài lười biếng nhưng ấm áp (Lee Ki-woo). Tiệm mì mỹ nam đã nhận được xếp hạng cao cho một bộ phim truyền hình cáp của Hàn Quốc, và trở thành chương trình đầu tiên "chàng trai đẹp như hoa" của tvN, bao gồm Dating Agency: Cyrano mà Lee Chung-ah làm khách mời vào năm 2013.
Lee Chung-ah đã tham gia hai chương trình tạp kỹ vào năm 2012. Cô đã dẫn chương trình Cats and Dogs, một chương trình trò chuyện trong đó chủ sở hữu vật nuôi chia sẻ thông tin để nuôi dưỡng một nền văn hóa vật nuôi trưởng thành hơn. Lee Chung-ah sau đó xuất hiện trong mùa thứ hai của Music and Lyrics, một chương trình thực tế trong đó một cặp người nổi tiếng cùng nhau viết và sáng tác một bài hát. Cô ấy viết lời và nam diễn viên Seo Ji-seok đã sáng tác nhạc cho bản ballad "Looking Forward to It", do Heo Young-saeng hát và được sử dụng làm bài hát chủ đề của nhân vật Seo In-guk trong bộ phim gia đình The Sons.
Lee Chung-ah tái hợp với diễn viên Kim Sun-a của Happy Ero Christmas trong bộ phim kinh dị báo thù năm 2013 The Five. Chuyển thể từ webtoon cùng tên, cô vào vai một thám tử có tiền sử phạm pháp, người đã giúp giết một kẻ giết người hàng loạt để đổi lấy nội tạng cấy ghép cho người mẹ ốm yếu của cô.
Cuối năm đó, cô đóng vai một người vợ thảm chùi chân trong bộ phim truyền hình cuối tuần Wonderful Mama.
Năm 2019, Lee Chung-ah sẽ trở lại màn ảnh nhỏ với bộ phim truyền hình bí ẩn văn phòng Vị khách VIP.

## Đời tư
Cha cô là nam diễn viên sân khấu nhạc kịch Lee Seung-chul.
Cô bắt đầu hẹn hò với nam diễn viên Lee Ki-woo vào năm 2013; họ là diễn viên chính trong loạt phim Tiệm mì mỹ nam năm 2011 và chia tay vào năm 2019.

## Danh sách phim

### Phim điện ảnh
| Năm  | Tựa đề                                | Vai                       | Ghi chú   | Tham khảo |
| ---- | ------------------------------------- | ------------------------- | --------- | --------- |
| 2002 | Resurrection of the Little Match Girl | Cô gái trong soju-bang    | Vai phụ   |           |
| 2002 | Tears                                 | Cô gái                    | Vai phụ   |           |
| 2003 | Happy Ero Christmas                   | Lee Hae-min               | Vai phụ   |           |
| 2004 | Twentidentity                         | Cô gái                    | Vai phụ   |           |
| 2004 | Sự quyến rũ của bầy sói               | Jung Han-kyung            | Vai chính |           |
| 2005 | The Dark Plan of Green Tea Planet     | S                         |           |           |
| 2006 | Sunday Seoul                          | Young-ja                  | Vai phụ   |           |
| 2007 | My Tutor Friend 2                     | Kitano Junko              | Vai chính |           |
| 2008 | The Good, the Bad, the Weird          | Song-yi                   | Vai phụ   |           |
| 2010 | The First Love Series                 | Han Seo-yeon              | Vai chính |           |
| 2010 | Đi tìm Kim Jong Wook                  | Ji-hye                    | Vai phụ   |           |
| 2010 | Oh! Happy Day                         | Cô hàng xóm               | Vai phụ   |           |
| 2010 | Lee Chung-ah's Seoul Play             |                           |           |           |
| 2013 | The Five                              | Park Jeong-ha             | Vai phụ   |           |
| 2014 | First Love Struck Me One Day          | Yong-jae                  | Vai chính |           |
| 2014 | Twinkle-Twinkle Pitter-Patter         | Eun Soo                   | Vai chính |           |
| 2015 | Cuộc chiến ở Yeonpyeong               | Đội trưởng Choi Yoon-jung | Khách mời |           |
| 2017 | Bluebeard                             | Mi-yeon                   | Vai phụ   |           |
| 2019 | Mùa xuân, trở lại                     | Eun Jo                    | Vai chính | [ 21 ]    |

### Phim truyền hình
| Năm       | Tựa đề                           | Kênh                | Vai              | Ghi chú            | Nguồn  |
| --------- | -------------------------------- | ------------------- | ---------------- | ------------------ | ------ |
| 2005      | Let's Go to the Beach            | SBS                 | Yoon So-ra       |                    |        |
| 2006      | Going Together                   | SBS                 | Da-seul          |                    |        |
| 2008      | Chosun Police Season 2           | MBC Dramanet        | Han Da-kyung     |                    |        |
| 2009      | The Accidental Couple            | KBS2                | Goo Min-ji       |                    |        |
| 2009      | Jolly Widows                     | KBS1                | Han Soo-hyun     |                    |        |
| 2010      | Pure Pumpkin Flower              | SBS                 | Park Soon-jung   |                    |        |
| 2011      | Tiệm mì mỹ nam                   | tvN                 | Yang Eun-bi      |                    |        |
| 2013      | Wonderful Mama                   | SBS                 | Oh Da-jung       |                    |        |
| 2013      | Dating Agency: Cyrano            | tvN                 | Seol Yoo-jin     | Cameo (Episode 1)  |        |
| 2014      | High School King of Savvy        | tvN                 | Attractive woman | Cameo (Episode 17) |        |
| 2014      | Bride in Sneakers                | KBS2                | Park Bo-kyung    | Drama Special      |        |
| 2015–2016 | Riders: Catch Tomorrow           | E Channel DRAMAcube | Yoon So-dam      |                    |        |
| 2016      | The Vampire Detective            | OCN                 | Yo-na            |                    |        |
| 2016      | Lucky Romance                    | MBC                 | Seol-hee/Amy     |                    |        |
| 2017      | Because This Is My First Life    | tvN                 | Go Jung-min      |                    |        |
| 2017–2018 | The Best Moment to Quit Your Job | Lifetime Asia       | Sun-hee          |                    |        |
| 2019      | Beautiful World                  | JTBC                | Kang Joon-Ha     |                    |        |
| 2019      | Vị khách VIP                     | SBS                 | Lee Hyeon-ah     |                    |        |
| 2020      | Hello Dracula                    | JTBC                | So-jung          | Vai chính          |        |
| 2020      | Thức tỉnh                        | tvN                 | Jamie Leighton   | Vai chính          | [ 22 ] |
| 2022      | Luật sư 1000 Won                 | SBS                 | Lee Joo-young    | Vai phụ            |        |

### Chương trình truyền hình
| Năm  | Kênh        | Tên                         | Vai trò     | Ghi chú                           | Ref. |
| ---- | ----------- | --------------------------- | ----------- | --------------------------------- | ---- |
| 2010 | MBC         | The Fox's Butler            | Host        |                                   |      |
| 2012 | tvN         | Cats and Dogs               | Host        |                                   |      |
| 2012 | MBC Music   | Music and Lyrics – Season 2 |             | Paired with Seo Ji-seok           |      |
| 2016 | KBS2        | Battle Trip                 | Contestant  | With Seo Hyo-rim (Episodes 27–30) |      |
| 2018 | MBC Every 1 | Rural Police Season 3       | Cast member |                                   |      |
| 2018 | Olive       | Everyone's Kitchen          | Cast member | Pilot episode                     |      |
| 2019 | Olive       | Everyone's Kitchen          | Cast member | Episode 1–11 (except episode 6)   |      |

### MV
| Năm  | Tên                         | Ca sĩ                      | Nguồn  |
| ---- | --------------------------- | -------------------------- | ------ |
| 2004 | "We Were in Love"           | Lyn                        |        |
| 2005 | "Coward"                    | Buzz                       |        |
| 2008 | "웃어도 눈물이"             | Ryu Joo-hwan               |        |
| 2008 | "Because of You"            | Shin Hye-sung              | [ 23 ] |
| 2010 | "Telephone"                 | Electro Boyz (feat. Horan) |        |
| 2010 | "Full Story"                | V.O.S                      |        |
| 2013 | "The Day to Love"           | Lee Seung-chul             |        |
| 2015 | "The Only Thing I Can't Do" | Gummy                      |        |

## Giải thưởng và đề cử
| Năm  | Giải thưởng                  | Hạng mục                                                | Tác phẩm đề cử                      | Kết quả   |
| ---- | ---------------------------- | ------------------------------------------------------- | ----------------------------------- | --------- |
| 2005 | Golden Cinematography Awards | Nữ diễn viên mới xuất sắc nhất                          | Sự quyến rũ của bầy sói             | Đoạt giải |
| 2005 | Grand Bell Awards            | Nữ diễn viên mới xuất sắc nhất                          | Sự quyến rũ của bầy sói             | Đoạt giải |
| 2009 | KBS Drama Awards             | Nữ diễn viên mới xuất sắc nhất                          | The Accidental Couple, Jolly Widows | Đề cử     |
| 2016 | Cable TV Broadcasting Awards | Nhân vật xuất sắc nhất                                  | Riders: Get Tomorrow                | Đoạt giải |
| 2016 | MBC Drama Awards             | Giải thưởng xuất sắc, Nữ diễn viên chính trong phim nhỏ | Lucky Romance                       | Đề cử     |
| 2019 | SBS Drama Awards             | Nữ phụ xuất sắc nhất                                    | Vị khách VIP                        | Đoạt giải |

## Thảm khảo
1. ↑  "Film Romance of Their Own to be made into TV series". 10Asia. ngày 17 tháng 10 năm 2011. Truy cập ngày 9 tháng 7 năm 2014.
2. ↑  Hong, Grace Danbi (ngày 25 tháng 7 năm 2012). "Lee Chung Ah Was Cast in Dramas Because She's Lee Soo Man's Daughter?". enewsWorld. Bản gốc lưu trữ ngày 14 tháng 7 năm 2014. Truy cập ngày 9 tháng 7 năm 2014.
3. ↑  "Ssunday Seoul". LoveHKFilm.com. Truy cập ngày 9 tháng 7 năm 2014.
4. ↑  Kim, Tae-jong (ngày 19 tháng 4 năm 2007). "Tutor Teaches No-Fun Lesson". The Korea Times. Truy cập ngày 9 tháng 7 năm 2014.
5. ↑  Kim, Sun-young (ngày 16 tháng 11 năm 2010). "REVIEW: SBS daily series Happy Maker Soon-jung - 1st Episode". 10Asia. Truy cập ngày 9 tháng 7 năm 2014.
6. ↑  Lee, Kyung-nam (ngày 16 tháng 9 năm 2011). "Lee Chung Ah Cast As Female Lead in Flower Boy Ramen Shop". enewsWorld. Bản gốc lưu trữ ngày 15 tháng 2 năm 2016. Truy cập ngày 8 tháng 1 năm 2013. {{Chú thích báo}}: Đã định rõ hơn một tham số trong |archivedate= và |archive-date= (trợ giúp); Đã định rõ hơn một tham số trong |archiveurl= và |archive-url= (trợ giúp)
7. ↑  Choi, Eun-hwa (ngày 27 tháng 10 năm 2011). "Why Do Younger Men Have the Hots for Lee Chung Ah?". enewsWorld. Bản gốc lưu trữ ngày 3 tháng 3 năm 2016. Truy cập ngày 9 tháng 7 năm 2014.
8. ↑  Lee, Kyung-nam (ngày 21 tháng 10 năm 2011). "Jung Il Woo and Lee Chung Ah for Flower Boy Ramen Shop". enewsWorld. Bản gốc lưu trữ ngày 4 tháng 3 năm 2016. Truy cập ngày 9 tháng 7 năm 2014.
9. ↑  "On the set of tvN TV series Cool Guys, Hot Ramen". 10Asia. ngày 13 tháng 12 năm 2011. Truy cập ngày 9 tháng 7 năm 2014.
10. ↑  Lee, Kyung-nam (ngày 21 tháng 12 năm 2011). "Lee Chung Ah Says Goodbye to Flower Boys Ramen Shop". enewsWorld. Bản gốc lưu trữ ngày 3 tháng 3 năm 2016. Truy cập ngày 9 tháng 7 năm 2014.
11. ↑  Choi, Eun-hwa (ngày 8 tháng 11 năm 2011). "Flower Boy Ramen Shop Still Number One in Viewer Ratings". enewsWorld. Bản gốc lưu trữ ngày 2 tháng 4 năm 2016. Truy cập ngày 8 tháng 1 năm 2013.
12. ↑  Hong, Grace Danbi (ngày 16 tháng 5 năm 2013). "SHINee's Taemin, Lee Chung Ah, and Others to Cameo on Cyrano Agency". enewsWorld. Bản gốc lưu trữ ngày 3 tháng 3 năm 2016. Truy cập ngày 9 tháng 7 năm 2014.
13. ↑  Choi, Eun-hwa (ngày 23 tháng 3 năm 2012). "Lee Chung Ah to Debut as Show Host with Cats and Dogs". enewsWorld. Bản gốc lưu trữ ngày 4 tháng 3 năm 2016. Truy cập ngày 9 tháng 7 năm 2014.
14. ↑  "Lee Chung-ah Becomes Seo Ji-suk's Muse". 10Asia. ngày 12 tháng 10 năm 2012. Truy cập ngày 9 tháng 7 năm 2014.
15. ↑  Ho, Stewart (ngày 12 tháng 10 năm 2012). "Seo Ji Suk-Lee Chung Ah Joins Music and Lyrics and Will Write Seo In Guk's Theme Song". enewsWorld. Bản gốc lưu trữ ngày 4 tháng 3 năm 2016. Truy cập ngày 9 tháng 7 năm 2014.
16. ↑  Ho, Stewart (ngày 13 tháng 10 năm 2012). "Lee Chung Ah Was Nervous Meeting Seo Ji Suk for Music and Lyrics". enewsWorld. Truy cập ngày 9 tháng 7 năm 2014.
17. ↑  Jeon, Hyung-hwa (ngày 30 tháng 1 năm 2013). "Lee Chung Ah returns to the big screen with The Five". Star News. Bản gốc lưu trữ ngày 16 tháng 10 năm 2013. Truy cập ngày 24 tháng 2 năm 2013. {{Chú thích báo}}: Đã định rõ hơn một tham số trong |archivedate= và |archive-date= (trợ giúp); Đã định rõ hơn một tham số trong |archiveurl= và |archive-url= (trợ giúp)
18. ↑  Lee, Eun-ah (ngày 16 tháng 5 năm 2013). "Actress Kim Sun-A's New Film Cranks Up". TenAsia. Bản gốc lưu trữ ngày 14 tháng 7 năm 2014. Truy cập ngày 9 tháng 7 năm 2014.
19. ↑  Lee Yae-eun (ngày 5 tháng 6 năm 2019). "'VIP' 장나라·이상윤·이청아·곽선영·표예진 출연…오피스 멜로 온다 [공식]". My Daily (bằng tiếng Hàn).
20. ↑  "배우 이기우-이청아, 6년 만에 결별". ngày 6 tháng 7 năm 2019.
21. ↑  "LEE Chung-ah and HONG Jong-hyun Wrap Timeloop Drama SPRING, AGAIN". Korean Film Biz Zone. ngày 30 tháng 7 năm 2018.
22. ↑  "'낮과 밤' 남궁민·김설현·이청아, 출연 확정…미스터리 추리극 '기대'". 100세시대의 동반자 브릿지경제. ngày 6 tháng 10 năm 2020.
23. ↑  "Shin Hye-sung and Lee Chung-ah Appear in Music Video". KBS Global. ngày 3 tháng 9 năm 2008. Bản gốc lưu trữ ngày 26 tháng 4 năm 2021. Truy cập ngày 6 tháng 7 năm 2014.